# Penó de la Conquesta
L'anomenat Penó de la Conquesta és el senyal hissat pels andalusins valencians per indicar la seua rendició a Jaume I durant la conquesta feudal de la ciutat de València.
Està fet de tres tires cosides de drap tosc, de color blanc, que foren retallats a correcuita de forma bossellada, sobre el qual s'hi pintaren 4 barres vermelles. Actualment les franges blanques estan engroguides pel pas del temps, la qual cosa li dona un aspecte de Senyera Reial. Té unes mesures de 2 metres de longitud, sospitant-se que inicialment seria més llarg i que fou retallat. A dalt de tot figura una inscripció afegida en la restauració de 1638 on hi diu Año 1238, repartida entre les diferents franges groguenques.

## Història
Segons diu la tradició, aquest drap pintat imitant l'estendard reial va ser el senyal que els andalusins de Balànsiya van hissar el 28 de setembre de 1238 sobre la torre d'Alī-Bufāt –després dita del Temple, junt a la porta de Bāb Ibn Sakhar, a la muralla àrab de València– per indicar la seua rendició a les tropes feudals de Jaume I, tal com ja havien negociat abans amb el rei en secret. Coneixem el fet per l'esment que se'n fa al Llibre dels feyts (§ 282): «enviam a dir al rey e raiç Abulhamalet, per tal que sabessen los christians que nostra era València, e que negun mal no·ls faessen, que metessen nostra senyera en la torre que ara és del Temple; e els dixeren que·ls plaïa. E nos fom en la rambla, entre'l reyal e la torre, e quan vim nostra senyera sus en la torre descavalgam del caval, e endreçam-nos ves orient, e ploram de nostres uils, e besam la terra per la gran mercé que Deus nos havia feyta.». Sembla que aquest senyal o penó va ser considerat una relíquia, i Jaume I va ordenar, probablement, que es conservés a l'església de l'hospital de Sant Vicent, antic lloc de culte cristià dedicat al patró de la ciutat, on va quedar fins al segle xix.
Va ser el cronista Pere Antoni Beuter, encarregat de fer el tradicional Sermó de la Conquesta del segon centenari (1538), qui a la seua Primera part de la Història de València va dir que el penó es conservava a la volta de l'església de Sant Vicent i va defensar que aquesta peça era el mateix penó hissat pels andalusins. Cent anys després, per al tercer centenari, està documentat que el Justícia Criminal va baixar el Penó de la volta de l'església, i va assegurar que era vertader com deia la tradició, segurament basant-se en el seu aspecte vell. És en aquest moment quan es va afegir la inscripció de l'any.
Amb la desamortització dels béns de l'Església, al segle xix, el Penó va passar a guardar-se a la Casa de la Ciutat junt a la Senyera de la ciutat de València. El 8 d'octubre de 1838, per al sisé centenari de la conquesta, va ser exhibit a la Torre del Temple –al lloc on 600 anys abans fou hissat pels andalusins– amb la Senyera Coronada i la resta de relíquies atribuïdes a Jaume I. En 1855 es va traslladar amb la resta de l'Ajuntament des de la Casa de la Ciutat a la Casa d'Ensenyança, l'actual Ajuntament de València.
A la Processó Cívica de 1939, en la commemoració franquista del seté centenari de la conquesta, el Penó va eixir en substitució de la Senyera Coronada, que en aquell moment era considerada pels franquistes un símbol republicà, mentre el Penó era interpretat com un símbol monàrquic històric del Casal de Barcelona. En 1952 va viatjar a Tarragona –portat per l'Ajuntament de València– per al retorn de les restes dels reis de la Corona d'Aragó al monestir de Poblet, on va cobrir en tot moment el taüt de Jaume I.
Actualment, pel seu estat de conservació, no es mou de la vitrina de l'Arxiu Històric Municipal, en l'Ajuntament de València.

## Restauracions
Es coneixen diverses restauracions del Penó, en 1356, 1394, 1436, 1449, 1459, 1587 després de ser malmès en un incendi, i en 1638.

## Polèmica

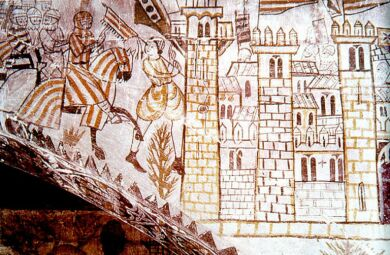
Pintura mural en el castell d'Alcanyís que representa l'entrada de Jaume I a València en 1238, on es poden veure els penons sobre les muralles de la ciutat.

Al voltant del Penó existeix certa polèmica sobre els seus orígens, com de tot element relacionat amb la simbologia pròpia del País Valencià.
D'una banda, existeix la creença entre alguns sectors nacionalistes (no nacionalistes espanyols/castellans) que aquest Penó és en realitat la bandera que Jaume I va donar originàriament a la ciutat de València, malgrat que no està documentat que aquest rei donés cap bandera pròpia a aquesta ciutat. De fet, sembla una hipòtesi molt poc probable a causa del color original del drap, que era blanc, així com el caràcter força improvisat que es desprèn de la manufactura de la peça, la qual cosa reforça la idea tradicional que es tracta del drap hissat pels andalusins.
D'altra banda, i en resposta a la idea anterior, hi ha també qui ha volgut demostrar que el Penó és d'una època molt posterior, possiblement del segle xv, ja que de 1538 data la primera menció segura de la seua existència, la que en va fer Beuter. S'argumenta també que la Senyera en temps de Jaume I era únicament de dos bastons vermells i, per tant, aquest penó de quatre bastons no podria ser del segle xiii. Tanmateix, no s'ha demostrat l'existència d'una Senyera pròpia de València amb dos bastons, i a més a més existeixen proves visuals de representacions de la Senyera Reial al segle xiii amb 4 bastons, com ara les pintures del Palau d'Aguilar a Barcelona (referides a la conquesta de Mallorca en 1229, però que mostren una senyera sensiblement idèntica), les pintures del retaule de Sant Jordi de Pere Niçard (actualment en el Museu diocesà de Palma), i sobretot les pintures murals del castell d'Alcanyís, que representen la conquesta de València, també d'època pròxima, on igualment apareixen dues senyeres de quatre barres grogues i tres roges, una bossellada i una altra en punta. A l'escut de defensa de Jaume I, conservat a València, també s'aprecien quatre barres roges, malgrat que no és segur que aquest escut pertangués a aquest rei. Així i tot, als anys 90, fins i tot passada la batalla de València pels símbols, una regidora d'Unió Valenciana, María Dolores García Broch, va proposar realitzar-li proves de Carboni 14 per demostrar la seua suposada falsedat, però els equilibris polítics a l'Ajuntament li ho van impedir.